# Coletero

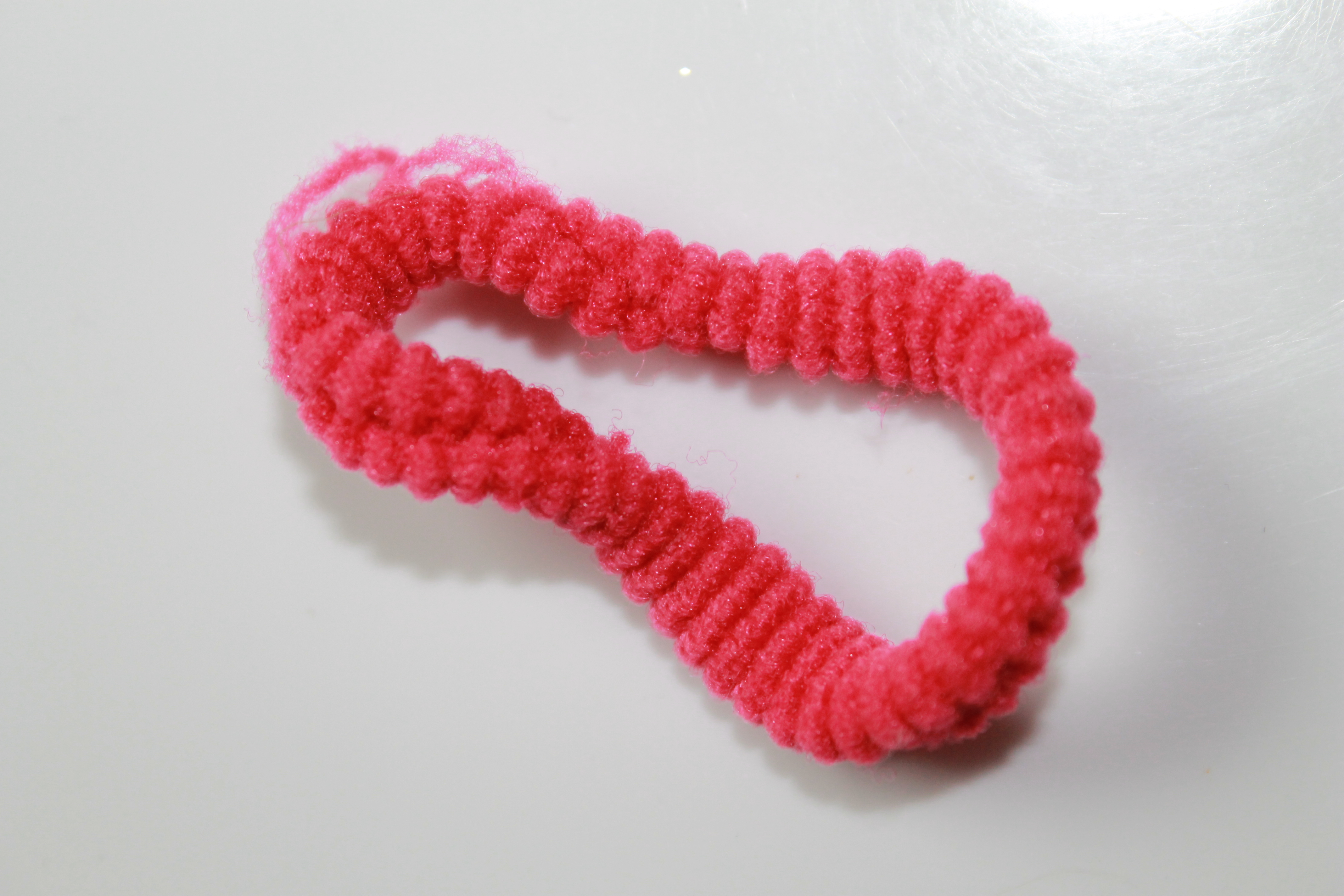
Un coletero

Un coletero (también denominado goma de pelo o colet) es una cinta elástica circular que se utiliza para recoger el cabello en gruesos mechones y mantenerlo bien sujeto. El coletero es imprescindible sobre todo en peinados como la coleta, el moño o para hacer una trenza.
El diámetro, el grosor y el color de un coletero pueden variar bastante. Suele estar hecho con materiales como el látex o el plástico y recubierto de un material textil. A esta forma básica se le añaden con frecuencia elementos decorativos, como por ejemplo bordados o un ornamento de plástico, de metal, de madera y de otros materiales.
Tanto los hombres como las mujeres utilizan los coleteros indistintamente.